# Matilde di Svevia
Matilde di Svevia (988 circa – 29 luglio 1032), fu prima duchessa consorte di Carinzia, dal 1004 al 1011, poi contessa consorte di Bar e duchessa consorte dell'Alta Lorena (Lotaringia), dal 1119 al 1126, ed infine contessa consorte di Ballenstedt, dal 1027 circa alla sua morte.

## Origine
Era la figlia primogenita del duca di Svevia, Ermanno II († 1003, come ci viene confermato dal Thietmari Merseburgensis episcopi chronicon, che definisce Corrado I di Carinzia, primo marito di Matilde, genero di Ermanno) e di Gerberga di Borgogna († 1018, come ci viene confermato dal Wiponis, Vita Chuonradi II Imperatoris), che secondo l'Herimanni Augiensis Chronicon era figlia del re di Arles o delle due Borgogne, Corrado il Pacifico (925 – 993) e di Matilde di Francia (943 – circa 990).
Ermanno II di Svevia era figlio del duca di Svevia, Corrado I e di Richilde, figlia dell'Imperatore del Sacro Romano Impero, Ottone I di Sassonia, sia secondo gli Annales Einsidlenses, che secondo l'Annalista Saxo.
Inoltre Matilde era cognata dell'Imperatore del Sacro Romano Impero, Corrado II, che aveva sposato sua sorella, Gisella di Svevia, come risulta dal Chronicon Sancti Michælis, monasterii in pago Virdunensi, ed era sorella dell'ultimo re di Arles, Rodolfo III di Borgogna.

## Biografia

### Primo matrimonio
Matilde, nel 1002, secondo il Thietmari Merseburgensis episcopi chronicon, Matilde fu data in moglie a Corrado, figlio del duca di Carinzia, Ottone di Franconia, sia secondo il Wiponis, Vita Chuonradi II Imperatoris, sia secondo l'Herimanni Augiensis Chronicon, che precisa inoltre che era fratello di Brunone di Carinzia, il futuro papa Gregorio V; il padre, Ottone di Franconia, dopo la morte dell'imperatore Ottone III di Sassonia, essendo nipote di Ottone I di Sassonia, in quello stesso anno (1002), era stato tra i principali candidati alla successione al titolo di re di Germania, ma egli rinunciò favorendo l'ascesa di Enrico II, ed in cambio egli ricevette dal nuovo imperatore il ducato di Carinzia, e Corrado, essendo il figlio maggiore ancora vivente, ne divenne l'erede.
.Nel 1004, alla morte del suocero, il marito di Matilde divenne duca di Carinzia, Corrado I.
Il marito, Corrado I di Carinzia, secondo gli Annales Necrologici Fuldenses, morì il 12 dicembre (1011 II Id Dec) 1011.
Alla morte di Corrado, il ducato di Carinzia andò ad Adalberone di Eppenstein, a scapito del figlio di Corrado, anche lui di nome Corrado e del nipote, il futuro imperatore, Corrado II.

### Secondo matrimonio
Rimasta vedova, nel 1016, Matilde, secondo l Alberti Miliolo Notarii Regini Liber de Temporibus, De Gestis comitisse Matildis suorumque antecessorum, si sposò, in seconde nozze, con Federico, il figlio primogenito ed erede del conte di Bar e poi duca dell'Alta Lorena (Lotaringia), Teodorico I e di Richilde di Bliesgau.
Secondo lo storico, Georges Poull, nel suo libro La Maison souveraine et ducale de Bar (1994), nel 1019, il marito, Federico fu associato nella reggenza del ducato dal padre, Teodorico I, ed è per questo che viene annoverato come duca dell'Alta Lorena (Lotaringia) e conte di Bar, anche se, sempre il Poul sostiene che non fosse ufficialmente investito dei titoli.
Alla morte dell'imperatore del Sacro Romano Impero, Enrico II, nel 1024, assieme al padre, Teodorico, suo marito, Federico si oppose fervidamente all'elezione a re di Germania di Corrado II il Salico, in quanto l'antagonista per l'incoronazione a re di Germania , che fronteggiava il medesimo Corrado II il Salico,  era proprio il figlio di primo letto di Matilde, Corrado II di Carinzia.
In questo periodo Matilde ebbe una corrispondenza epistolare col re di Polonia Mieszko II, che stava rifiutando l'atto di sottomissione al nuovo re di Germania, Corrado II (la lettera è riprodotto in inglese e latino).
Il marito Federico, secondo le Die älteren Urkunden des Klosters S. Vanne zu Verdun (non consultate), morì il 18 maggio 1026, mentre il suocero, Teodorico, secondo le Obits mémorables tirés de nécrologes luxembourgeois, rémois et messins (non consultate), morì circa un anno dopo, l'11 aprile 1027.
Ad entrambi succedette il rispettivamente il figlio di Matilde e Federico II, anche lui di nome Federico, come Federico III.

### Terzo matrimonio
Rimasta nuovamente vedova, nel 1026, secondo l'Annalista Saxo, Matilde si sposò, in terze nozze col conte Esico di Ballenstedt, che, ancora secondo l'Annalista Saxo, era figlio di Adalberto di Ballenstedt e di Hidda, figlia di Odo, margravio della marca orientale sassone e conte di Nordthüringen (nord della Turingia).
Le sue due giovani figlie, Sofia e Beatrice, ancora secondo il Chronicon Sancti Michælis, monasterii in pago Virdunensi furono educate dalla sorella di Matilde, Gisella di Svevia, moglie dell'Imperatore del Sacro Romano Impero, Corrado II, che le aveva adottate come proprie figlie. Ancora secondo Georges Poull, nel 1030, Matilde riconciliata con il cognato, Corrado II, passò la Pasqua a Ingelheim, presso la corte imperiale
Matilde morì nel 1032 e fu sepolta nella cattedrale di Worms.

## Figli
Matilde a Corrado diede due figli:
- Corrado[10] (1003 - 1039), duca di Carinzia[22];
- Bruno (1003 - 1039), vescovo di Würzburg[23].

Matilde a Federico diede tre figli:
- Federico, il suo successore[25];
- Sofia, contessa di Bar e di Pont-à-Mousson, sposata a Luigi, conte di Montbéliard[8];
- Beatrice, che si sposò con Bonifacio di Canossa, ed in seconde nozze con Goffredo III, duca di Lotaringia[8]; madre di Matilde di Canossa.

Matilde a Esico diede due figli:
- Adalberto[7], conte di Ballenstedt[27];
- Adelaide.

## Ascendenza
|                         |                        |                       | Genitori              |  |  | Nonni |  |  | Bisnonni |  |  | Trisnonni |  |
|                         |                        |                       |                       |  |  |       |  |  | …        |  |  | …         |  |
|                         |                        |                       |                       |  |  |       |  |  | …        |  |  | …         |  |
|                         |                        | …                     |                       |  |  |       |  |  | …        |  |  |           |  |
| Corrado I di Svevia     |                        |                       |                       |  |  |       |  |  | …        |  |  |           |  |
|                         |                        | …                     | …                     |  |  |       |  |  |          |  |  |           |  |
|                         |                        | …                     | …                     |  |  |       |  |  |          |  |  |           |  |
|                         |                        | …                     | …                     |  |  |       |  |  |          |  |  |           |  |
| Ermanno II di Svevia    |                        | …                     |                       |  |  |       |  |  |          |  |  |           |  |
|                         |                        | …                     | …                     |  |  |       |  |  |          |  |  |           |  |
|                         |                        | …                     | …                     |  |  |       |  |  |          |  |  |           |  |
|                         |                        | …                     | …                     |  |  |       |  |  |          |  |  |           |  |
| …                       |                        | …                     |                       |  |  |       |  |  |          |  |  |           |  |
|                         |                        | …                     | …                     |  |  |       |  |  |          |  |  |           |  |
|                         |                        | …                     | …                     |  |  |       |  |  |          |  |  |           |  |
|                         |                        | …                     | …                     |  |  |       |  |  |          |  |  |           |  |
| Matilde di Svevia       |                        | …                     |                       |  |  |       |  |  |          |  |  |           |  |
|                         | Rodolfo II di Borgogna | Rodolfo I di Borgogna |                       |  |  |       |  |  |          |  |  |           |  |
|                         | Rodolfo II di Borgogna | Rodolfo I di Borgogna |                       |  |  |       |  |  |          |  |  |           |  |
|                         | Rodolfo II di Borgogna | Willa di Provenza     |                       |  |  |       |  |  |          |  |  |           |  |
| Corrado III di Borgogna | Rodolfo II di Borgogna |                       |                       |  |  |       |  |  |          |  |  |           |  |
|                         |                        | Berta di Svevia       | Liutprando di Cremona |  |  |       |  |  |          |  |  |           |  |
|                         |                        | Berta di Svevia       | Liutprando di Cremona |  |  |       |  |  |          |  |  |           |  |
|                         |                        | Berta di Svevia       | Regelinda             |  |  |       |  |  |          |  |  |           |  |
| Gerberga di Borgogna    |                        | Berta di Svevia       |                       |  |  |       |  |  |          |  |  |           |  |
|                         |                        | Luigi IV di Francia   | Carlo III di Francia  |  |  |       |  |  |          |  |  |           |  |
|                         |                        | Luigi IV di Francia   | Carlo III di Francia  |  |  |       |  |  |          |  |  |           |  |
|                         |                        | Luigi IV di Francia   | Eadgifu d'Inghilterra |  |  |       |  |  |          |  |  |           |  |
| Matilde di Francia      |                        | Luigi IV di Francia   |                       |  |  |       |  |  |          |  |  |           |  |
|                         |                        | Gerberga di Sassonia  | Enrico I di Sassonia  |  |  |       |  |  |          |  |  |           |  |
|                         |                        | Gerberga di Sassonia  | Enrico I di Sassonia  |  |  |       |  |  |          |  |  |           |  |
|                         |                        | Gerberga di Sassonia  | Matilde di Ringelheim |  |  |       |  |  |          |  |  |           |  |
|                         |                        | Gerberga di Sassonia  |                       |  |  |       |  |  |          |  |  |           |  |

### Fonti primarie
- (LA)  Monumenta Germaniae Historica, Scriptores, tomus III.
- (LA)  Monumenta Germaniae Historica, Scriptores, tomus IV.
- (LA)  Monumenta Germaniae Historica, Scriptores, tomus X.
- (LA)  Monumenta Germaniae Historica, Scriptores,tom. XI.
- (LA)  Monumenta Germaniae Historica, Scriptores, tomus XIII.
- (LA)  Monumenta Germaniae Historica, Scriptores, tomus XXIII.
- (LA)  Monumenta Germaniae Historica, Scriptores, tomus V.
- (LA)  Monumenta Germaniae Historica, Scriptores, tomus XXXVII.
- (LA)  Monumenta Germaniae Historica, Scriptores, tomus XXXI.
- (LA)  Thietmari Merseburgensis episcopi chronicon Archiviato il 10 maggio 2009 in Internet Archive..
- (LA)  Annalista Saxo.

### Letteratura storiografica
- Edwin H. Holthouse, L'imperatore Enrico II, in «Storia del mondo medievale», vol. IV, 1999, pp. 126–169
- Austin Lane Poole, L'imperatore Corrado II, in «Storia del mondo medievale», vol. IV, 1999, pp. 170–192